# Japanische Futsalnationalmannschaft
Die japanische Futsalnationalmannschaft ist eine repräsentative Auswahl japanischer Futsalspieler. Die Mannschaft vertritt den japanischen Fußballverband bei internationalen Begegnungen. Das Team gehört in Asien hinter dem Iran zu den stärksten Auswahlmannschaften.

## Abschneiden bei Turnieren
Japan wurde 1989 von der FIFA zur ersten Weltmeisterschaft eingeladen, schied dort aber nach Niederlagen gegen Belgien, Argentinien und Kanada als Gruppenletzter aus. In der Folge scheiterte man dreimal in der Qualifikation, ehe man 2004 zum zweiten Mal bei der WM-Endrunde am Start war. Auch bei der zweiten Teilnahme platzierte man sich am Gruppenende, erkämpfte aber gegen die USA einen Punkt. 2008 belegte man nach Siegen über Kuba und die Salomonen den dritten Platz in der Vorrundengruppe.
Bei Asienmeisterschaften hatte man meist gegenüber dem Iran das Nachsehen. Insgesamt traf man zehnmal im Halbfinale oder Finale auf den Iran, viermal unterlag man im Halbfinale, fünf Mal im Finale. Lediglich 2006 setzte man sich im Halbfinale mit 5:1 durch und gewann im Anschluss durch einen 5:1-Finalerfolg über Usbekistan den Wettbewerb. 2012 wurde die Mannschaft nach einem 6:1 über Thailand im Finale zum zweiten Mal Asienmeister. 

### Futsal-Weltmeisterschaft
- 1989 – Vorrunde
- 1992 – nicht qualifiziert
- 1996 – nicht qualifiziert
- 2000 – nicht qualifiziert
- 2004 – Vorrunde
- 2008 – Vorrunde
- 2012 – Achtelfinale
- 2016 – nicht qualifiziert

### Futsal-Asienmeisterschaft
- 1999 – 4. Platz
- 2000 – 4. Platz
- 2001 – 4. Platz
- 2002 – 2. Platz
- 2003 – 2. Platz
- 2004 – 2. Platz
- 2005 – 2. Platz
- 2006 – Asienmeister
- 2007 – 2. Platz
- 2008 – 3. Platz
- 2010 – 3. Platz
- 2012 – Asienmeister
- 2014 – Asienmeister
- 2016 – Viertelfinale
- 2018 – 2. Platz